# 堺商事
堺商事株式会社（さかいしょうじ、英称：SAKAI TRADING CO., LTD.）は、化成品、合成樹脂、電子材料、鉱産品等の化学製品を中心に取り扱う日本の貿易商社である。
ニューヨーク、シドニー、バンコク、ソウル、上海、台北、イスタンブールに拠点を持つ。

## 沿革
- 1936年　堺化学工業より貿易部を分離
- 1940年　東京支店開設
- 1968年　アメリカに現地法人設立
- 1994年　大阪証券取引所新二部に上場
- 1996年　大阪証券取引所二部に上場
- 2000年　韓国に現地法人設立、オーストラリアに現地法人設立
- 2001年　ドイツに現地法人設立
- 2002年　ISO14001認証取得、上海に現地法人設立、ISO9001認証取得、台北支店を現地法人化
- 2006年　イスタンブールに駐在員事務所を開設
- 2013年　大阪証券取引所と東京証券取引所の現物株市場統合に伴い、東京証券取引所二部に上場
- 2023年7月20日　親会社の堺化学工業が株式公開買付けを実施し、94.86%の株式を取得
- 2023年8月21日　東京証券取引所スタンダード市場上場廃止
- 2023年8月23日　株式売渡請求により堺化学工業の完全子会社となる

## 事業内容
化学工業薬品及びその関連商品の輸出・輸入、国内販売
（化成品・合成樹脂・電子材料・鉱産品　他）

## その他
2009年1月15日、ニューヨークのハドソン川で起きたUSエアウェイズ機の緊急着水事故で、奇跡的に救出された2名の日本人は、現地法人に出向中の同社社員。